# Air-Cobot

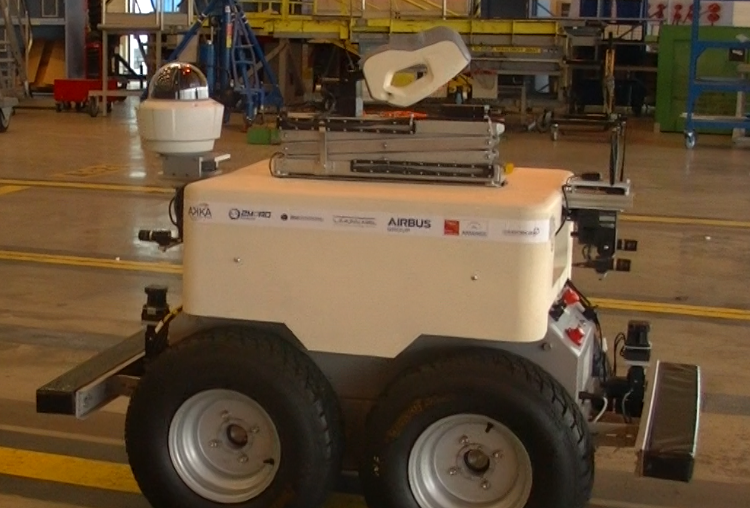
Air-Cobot na Air France Industries.

Air-Cobot, Aircraft Inspection enhanced by smaRt & Collaborative rOBOT, é um projecto de investigação e desenvolvimento francesa de um robô móvel colaborativa poderão inspeccionar as aeronaves durante as operações de manutenção. Liderar pelo Akka Technologies, este projecto multi-parceiro envolve laboratórios de pesquisa e indústria. Pesquisa em torno deste protótipo foi desenvolvido em três domínios: a navegação autônoma, ensaios não destrutivos e colaboração humanos e robôs. O robô eo developement investigação relacionada foram apresentados em exposições e conferências.